# Antonio Vivaldi
Antonio Vivaldi (Venecia, República de Venecia, 4 de marzo de 1678-Viena, 28 de julio de 1741) fue un compositor, violinista, empresario, profesor y sacerdote católico veneciano del Barroco. Era apodado Il prete rosso («El cura rojo») por ser sacerdote y pelirrojo. Se le considera uno de los más grandes compositores barrocos, su influencia durante su vida se extendió por toda Europa y fue fundamental en el desarrollo de la música instrumental de Johann Sebastian Bach. Su maestría se refleja en haber cimentado el género del concierto, el más importante de su época. Compuso unas setecientas setenta obras, entre las cuales se cuentan más de cuatrocientos conciertos, para flauta, violín y diversos instrumentos musicales, y cerca de cuarenta y seis óperas. Es especialmente popular como autor de la serie de conciertos para violín y orquesta Las cuatro estaciones.
Muchas de sus composiciones las escribió para el conjunto musical femenino del Ospedale della Pietà, un hogar para niños abandonados. Vivaldi había trabajado allí como sacerdote católico durante dieciocho meses y estuvo empleado de 1703 a 1715 y de 1723 a 1740. También tuvo cierto éxito con costosas representaciones de sus óperas en Venecia, Mantua y Viena. Después de conocer al emperador Carlos VI del Sacro Imperio Romano Germánico, se trasladó a Viena y esperaba el apoyo real. Sin embargo, el emperador murió poco después de su llegada y el propio compositor murió en la pobreza menos de un año después.
Después de casi dos siglos de decadencia, su música experimentó un renacimiento a principios del siglo XX, con mucha investigación académica dedicada a su obra. Muchas de las composiciones de Vivaldi, que alguna vez se creyeron perdidas, han sido redescubiertas, en un caso tan reciente como 2006. Su música sigue siendo muy popular y se interpreta regularmente en todo el mundo.

## Biografía

### Antecedentes familiares
Sobre los orígenes de su familia se sabe muy poco: su abuelo, Agostino, era un panadero de Brescia, casado con Margherita, con quien tuvo varios hijos. Uno de ellos fue Giovanni Battista, familiarmente llamado Gianbattista, que nació en 1656 y fue el padre del compositor. Margherita, tras morir su esposo, fue a Venecia con sus hijos. Gianbattista fue peluquero antes de empezar a destacar como violinista y dedicarse a ello profesionalmente. En junio de 1676, a los veinte años de edad, contrajo matrimonio con Camilla Calicchio. El músico Gianbattista Vivaldi, apodado Rosso («Rojo») y registrado en algunos documentos como Giovanni Battista Rossi, fue miembro fundador del Sovvegno de' musicisti di Santa Cecilia, una organización profesional de músicos venecianos; asimismo fue violinista en la orquesta de la basílica de San Marcos y en la del Teatro San Giovanni Grisostomo. Existe una ópera titulada La Fedeltà sfortunata de 1689 compuesta por un Giovanni Battista Rossi —el nombre con el que el padre de Vivaldi se había unido a la Sovvegno di Santa Cecilia.

### Primeros años

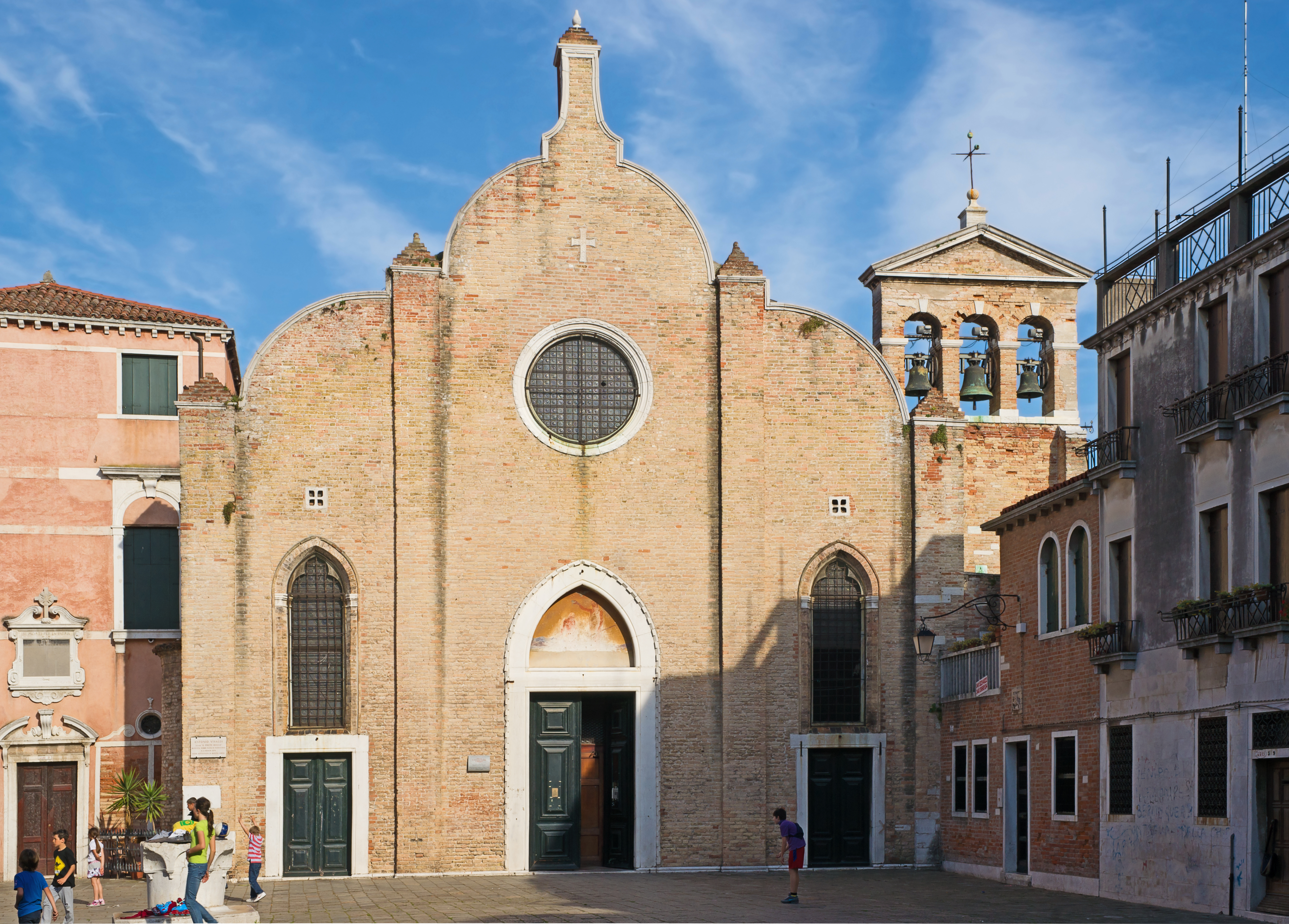
Iglesia de San Giovanni Battista in Bragora (Castello), donde bautizaron a Antonio Vivaldi.

Antonio Lucio Vivaldi nació el 4 de marzo de 1678 en Venecia, entonces capital de la República de Venecia. La comadrona lo bautizó en su domicilio inmediatamente después de su nacimiento, lo que dio lugar a la creencia de que pensaban que su vida estaba en peligro de alguna manera. Aunque no se conoce con certeza, el bautismo inmediato del niño fue probablemente debido o bien a su mal estado de salud o a un terremoto que sacudió la ciudad ese día. En el trauma del seísmo, la madre de Vivaldi pudo haberle destinado al sacerdocio. El bautismo oficial en la iglesia tuvo lugar dos meses después. Antonio tuvo nueve hermanos, tres de los cuales murieron a edad temprana. Estos fueron: Gabriela Antonia (1676-1678), Margarita Gabriella (1680-1750), Cecilia Maria (1683-1767), Bonaventura Tomaso (1685-posterior a 1718), Zanetta Anna (1687-1762), Francesco Gaetano (1690-1752), Iseppo Santo (1692-1696), Gerolama Michela (1694-1696) e Iseppo Caetano (1697-posterior a 1729).
Giovanni Battista enseñó a Antonio a tocar el violín y luego recorrió Venecia tocando dicho instrumento con su hijo. Probablemente aprendió a tocar el instrumento a una edad temprana, dado el amplio conocimiento musical que había adquirido a la edad de veinticuatro años, cuando comenzó a trabajar en el Ospedale della Pietà. Es probable que Antonio también fuera discípulo de Giovanni Legrenzi, presidente del Sovvegno y uno de los primeros compositores del Barroco y maestro de capilla en la basílica de San Marcos. Es posible que Legrenzi le diera al joven Antonio sus primeras lecciones de composición. El académico Walter Kolneder aprecia la influencia del estilo de Legrenzi en una de las primeras obras litúrgicas de Vivaldi, Laetatus sum (RV Anh. 31), escrita en 1691 a la edad de trece años.

### Juventud y ordenación como sacerdote
En 1693, a la edad de quince años, empezó a estudiar para ser sacerdote. El 18 de septiembre de ese año, Antonio ingresó en un seminario y recibió sus primeras órdenes menores: ostiario el 19 de septiembre de 1693, lector el 21 de septiembre de 1694, exorcista el 25 de diciembre de 1695 y acólito el 21 de septiembre de 1696. El 4 de abril de 1699 fue ordenado subdiácono, luego diácono —el 18 de septiembre de 1700—, y finalmente ungido sacerdote el 23 de marzo de 1703, a los veinticinco años.
Más inclinado hacia la música que a las obligaciones religiosas, logró que lo dispensaran de decir misa por razones de salud en 1704. Sus síntomas, strettezza di petto («opresión en el pecho»), se han interpretado como una forma de asma y según investigaciones médicas del francés Roger-Claude Travers, parecen haberse tratado de angor pectoris (angina de pecho). Esto no le impidió componer o participar en actividades musicales, a pesar de que hizo que dejara de tocar instrumentos de viento. Tras su ordenación como sacerdote, le apodaron Il Prete Rosso («El cura rojo»). Vivaldi celebró misa como sacerdote sólo unas pocas veces y parecía que se había retirado de las obligaciones sacerdotales, aunque él seguía siendo miembro del sacerdocio. Se cree que esto también se debe a su hábito de componer mientras daba misa. Parece que permaneció comprometido con el Catolicismo, ya que la entrada en los registros de defunción de Viena dice: «Antonio Vivaldi, sacerdote secular». Se cree que siguió siendo un católico devoto, de hecho, en 1792, el compositor protestante Ernst Ludwig Gerber escribió sobre el anciano Vivaldi que «el rosario nunca dejaba su mano salvo cuando tomaba la pluma para escribir una ópera».

### Conservatorio delOspedale della Pietà
En septiembre de 1703 Vivaldi se convirtió en maestro di violino (maestro de violín) en un orfanato llamado el Ospedale della Pietà en Venecia. Aunque es más famoso como compositor, también fue considerado como un violinista con una excepcional técnica. El arquitecto alemán Johann Friedrich Armand von Uffenbach se refiere a él como «el famoso compositor y violinista» y dijo que «Vivaldi interpretó un acompañamiento en solitario de manera excelente y en la conclusión añadió una fantasía libre [una cadencia improvisada], que absolutamente me sorprendió, porque es casi imposible que alguien haya tocado alguna vez, o incluso tocará, de tal manera».
Vivaldi tenía sólo veinticinco años cuando comenzó a trabajar en el Ospedale della Pietà. Durante los siguientes treinta años compuso la mayor parte de sus obras más importantes mientras trabajaba allí. Había cuatro instituciones similares en Venecia, cuyo propósito era dar refugio y educación a niños abandonados o huérfanos, o cuyas familias no podían sustentarlos. Estaban financiadas con fondos proporcionados por la República. Los niños aprendían un oficio y tenían que abandonar la institución cuando llegaban a los quince años. Las niñas recibían una educación musical y las de más talento se quedaban y se convertían en miembros de la reconocida orquesta y coro del Ospedale.
Poco después del nombramiento de Vivaldi, los huérfanos comenzaron a ganar reconocimiento y consideración en el extranjero también. Escribió conciertos, cantatas y música sacra vocal para ellos. Estas obras sacras, que suman más de sesenta, son variadas, ya que incluyen motetes solistas y obras corales a gran escala para solistas, coro doble y orquesta. En 1704 se añadió el cargo de maestro de viola all'inglese a sus funciones como profesor de violín. La posición de maestro di coro, que ostentó durante un tiempo, requería mucho tiempo y trabajo. Tenía que componer un oratorio o concierto en cada fiesta y enseñar a los huérfanos tanto teoría de la música como a tocar ciertos instrumentos.

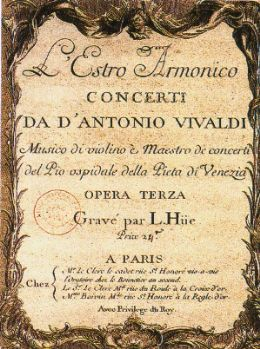
Portada de L'estro armonico, que supuso su verdadero avance como compositor.

En 1705 Giuseppe Sala publicó la primera colección (Connor Cassara) de sus obras: su Op. 1 es una colección de doce sonatas para dos violines y bajo continuo, en un estilo convencional. En 1709 apareció su op. 2, una segunda colección de doce sonatas para violín y bajo continuo. El verdadero avance como compositor llegó con su primera colección de doce conciertos para uno, dos y cuatro violines con instrumentos de cuerda, L'estro armonico op. 3, que Estienne Roger publicó en Ámsterdam en 1711, dedicada a Fernando de Médici. El príncipe patrocinaba a muchos músicos como Alessandro Scarlatti y Georg Friedrich Händel. A su vez era músico y Vivaldi, probablemente, lo conoció en Venecia. L'estro armonico fue un éxito rotundo en toda Europa. En febrero de ese año, Vivaldi y su padre viajaron a Brescia, donde se interpretó su Stabat Mater (RV 621) como parte de un festival religioso. La obra parece haber sido escrita apresuradamente: las partes de cuerda son simples, la música de los tres primeros movimientos se repite en los tres siguientes, y no todo el texto está listo. Sin embargo, quizás en parte debido a la esencialidad forzada de la música, la obra se considera una de sus primeras obras maestras.
Su relación con el consejo de administración del Ospedale a menudo era tensa. La junta tenía que votar todos los años sobre la conveniencia de mantener a los maestros. La votación sobre Vivaldi era rara vez unánime y en 1709 resultó siete a seis en su contra. Después de ejercer un año como músico independiente, en 1711, lo llamaron de nuevo desde el Ospedale, con un voto unánime; claramente durante su ausencia de un año la junta se dio cuenta de la importancia de su papel. En 1714 publicó La stravaganza op. 4, una colección de conciertos para violín y cuerdas, dedicado a su antiguo estudiante de violín, el noble veneciano Vettor Delfin. En 1716 lo ascendieron a maestro di concerti (director musical), lo que le convirtió en responsable de toda la actividad musical de la institución.
A pesar de sus frecuentes viajes a partir de 1718, el Ospedalle le pagó 2 cequíes por escribir dos conciertos al mes para la orquesta y por ensayar con ellos por lo menos cinco veces cuando estaba en Venecia. Los registros del Ospedalle muestran que le pagaron ciento cuarenta conciertos entre 1723 y 1733.

### Impresario de ópera

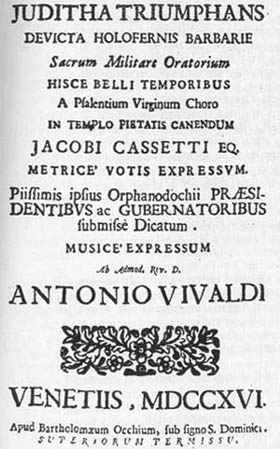
Cartel del estreno de Juditha Triumphans

A comienzos del siglo XVIII, la ópera era el entretenimiento musical más popular en Venecia y demostró ser el más rentable para Vivaldi. Hubo varios teatros que compiten por la atención del público. Comenzó su carrera como compositor de ópera como una actividad secundaria: su primera ópera, Ottone in villa (RV 729) no se representó en Venecia, sino que lo hizo en el Teatro Garzerie en Vicenza en 1713. Al año siguiente, se convirtió en impresario del Teatro San Angelo en Venecia, donde se realizó su ópera Orlando finto pazzo (RV 727). La obra no fue del gusto del público, por lo que se clausuró después de un par de semanas y se reemplazó con una repetición de una obra diferente ya representada el año anterior.
En 1715 presentó Nerone fatto Cesare (RV 724, ahora perdida), con música de diferentes compositores dirigidos por él. La ópera contenía once arias y fue un éxito. En la última temporada, planeó representar Arsilda, regina di Ponto (RV 700), una ópera compuesta completamente por él, pero el censor de la ciudad bloqueó la representación. El personaje principal, Arsilda, se enamoraba de otra mujer, Lisea, que se hace pasar por un hombre. Al año siguiente, Vivaldi consiguió que el censor aceptara la representación de la ópera y fue un rotundo éxito.
En este periodo, el Ospedalle le encargó varias obras litúrgicas. Las más importantes fueron dos oratorios. Moyses Deus Pharaonis, (RV 643) se perdió. El segundo, Juditha Triumphans (RV 644), celebraba la victoria de la República de Venecia contra el Imperio otomano y la captura de la isla de Corfú. Compuesta en 1716, es una de sus obras sacras más destacadas. Las once partes cantadas fueron interpretadas por chicas del Ospedalle, tanto los papeles masculinos como los femeninos. Muchas de las arias incluyen partes de instrumentos solistas —flautas dulces, oboes, violas de amor y mandolinas— que muestran el talento que tenían las chicas. También en 1716, Vivaldi escribió y produjo dos óperas más, L'incoronazione di Dario (RV 719) y La costanza trionfante degl'amori e degl'odii (RV 706). La última fue tan popular que se representó dos años después, reeditada y con nuevo título, Artabano re dei Parti (RV 701, ahora perdida). También se escenificó en el Teatro San Angelo en 1731 y un año después en Praga, con el nombre de Doriclea (RV 708). En los años siguientes, escribió varias óperas que fueron representadas por toda Italia.

### Mantua yLas cuatro estaciones

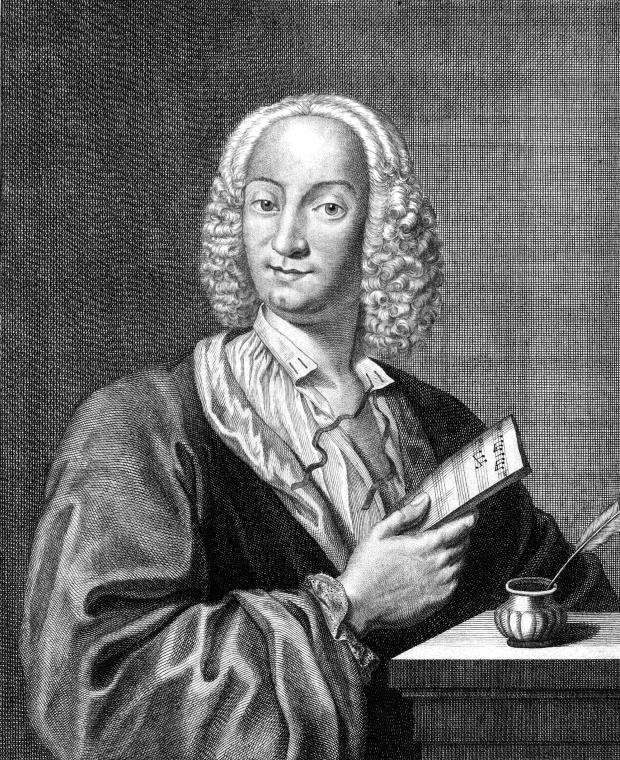
Antonio Vivaldi (grabado de François Morellon de La Cave, de la edición de Michel-Charles Le Cène de Il cimento dell'armonia e dell'inventione op. 8).

En 1717 y 1718 le ofrecieron un nuevo prestigioso puesto como maestro de capilla en la corte de Felipe de Hesse-Darmstadt, gobernador de Mantua. Se trasladó allí durante tres años y produjo varias óperas, entre ellas Tito Manlio (RV 738). Durante su estancia en la ciudad, Vivaldi conoció a una joven aspirante a cantante, Anna Tessieri Girò, que se convirtió en su discípula y prima donna favorita. Anna, junto con su hermanastra mayor Paolina, pasaron a formar parte de la comitiva de Vivaldi y lo acompañaron regularmente en sus muchos viajes. Hubo especulaciones sobre la naturaleza de la relación entre Vivaldi y Girò, pero no hay ninguna evidencia que indique que hubiera algo más allá de la amistad y la colaboración profesional. Aunque Vivaldi fue cuestionado por su relación con Anna Girò, negó rotundamente cualquier relación romántica en una carta a su patrón Bentivoglio, fechada el 16 de noviembre de 1737.
Durante este periodo escribió Las cuatro estaciones, cuatro conciertos para violín que representan escenas apropiadas para cada estación del año. Tres de los conciertos fueron originales en su concepción, mientras que el primero, «Primavera», tomó prestados motivos de una sinfonía del primer acto de su ópera contemporánea Il Giustino. La inspiración para los conciertos probablemente le vino de los campos de Mantua. La obra fue una revolución musical en su concepción: en estos conciertos representó arroyos fluyendo, pájaros cantando (de diferentes especies, cada uno caracterizado específicamente), perros ladrando, mosquitos zumbando, pastores llorando, tormentas, bailarines borrachos, noches silenciosas, partidas de caza tanto desde el punto de vista de los cazadores como de las presas, paisajes helados, niños patinando sobre hielo y cálidos hogueras inviernales. Cada concierto está asociado a un soneto, posiblemente del propio compositor, que describe las escenas representadas en la música. Fueron publicados como los primeros cuatro conciertos en una colección de doce, Il cimento dell'armonia e dell'inventione, op. 8, publicada en Ámsterdam por Michel-Charles Le Cène en 1725.
En 1721 fue a Milán, donde presentó el drama pastoral La Silvia (RV 734, sobreviven nueve arias). Visitó de nuevo la ciudad el año siguiente con el oratorio L'adorazione delli tre re magi al bambino Gesù (RV 645, ahora perdido). En 1722 se mudó a Roma, donde le dio un nuevo estilo a sus óperas. El nuevo papa Benedicto XIII lo invitó a que tocara para él. En 1725 volvió a Venecia, donde produjo cuatro óperas en el mismo año.

### Últimos años
En la cúspide de su carrera recibió encargos de la nobleza y realeza europea. La serenata (cantata) Gloria e Imeneo (RV 687), de 1725, fue un encargo del embajador francés en Venecia para la celebración del matrimonio de Luis XV. Al año siguiente, escribió otra serenata, La Sena festeggiante (RV 694), que fue estrenada en la embajada de Francia para celebrar el nacimiento de las princesas francesas, Enriqueta y Luisa Isabel. La Cetra op. 9 estaba dedicada al emperador Carlos VI. En 1728, Vivaldi conoció al emperador mientras que este estaba de visita en Trieste para revisar la construcción de un nuevo puerto. Carlos admiraba la música del compositor tanto que dijo que había hablado más con el compositor durante su encuentro que lo que había hablado con su ministros en los últimos dos años. Le otorgó el título de caballero, una medalla de oro y una invitación a Viena. El compositor le correspondió con un manuscrito de La Cetra, un conjunto de conciertos casi por completo diferentes del conjunto con el mismo título y publicados como op. 9. La impresión probablemente se retrasó, lo que obligó a Vivaldi a preparar una improvisada versión para el emperador.
Vivaldi viajó a Viena y Praga en 1730 acompañado por su padre, donde presentó su ópera Farnace (RV 711), que tuvo seis reposiciones. Algunas de sus óperas posteriores las creó en colaboración con dos de los principales escritores italianos de la época. L'olimpiade y Catón en Útica las escribió Pietro Metastasio, el principal representante del movimiento arcadiano y poeta de la corte en Viena. Un joven Carlo Goldoni reescribió Griselda a partir de un libreto previo de Apostolo Zeno.
Como muchos compositores contemporáneos, en los últimos años de su vida pasó dificultades económicas. Sus composiciones ya no tenían tanta estima como antes en Venecia, ya que habían cambiado rápidamente los gustos musicales y eran consideradas pasadas de moda. En respuesta, este optó por vender un número considerable de sus manuscritos a precios ínfimos para financiar su traslado a Viena. La razón de su marcha de la ciudad no está clara, pero parece probable que, después del éxito de su encuentro con el emperador Carlos VI, deseara conseguir el puesto como compositor en la corte imperial. En su viaje a Viena, pudo haberse detenido en Graz para visitar a Anna Girò.
También es probable que Vivaldi fuera a Viena para presentar óperas, especialmente porque residió cerca del Kärntnertortheater. Poco después de su llegada a la ciudad, Carlos VI falleció, lo que le hizo perder cualquier protección imperial o una fuente estable de ingresos. Al poco tiempo, empobreció y murió de una «infección interna» durante la noche del 27 al 28 de julio de 1741, a la edad de 63 años, en una casa propiedad de una viuda de un fabricante de sillas de montar vienés. El 28 de julio fue enterrado en una tumba sencilla del cementerio que era propiedad de un hospital público, cerca de la iglesia de San Carlos Borromeo. Su funeral tuvo lugar en la catedral de San Esteban. El coste del funeral con un «Kleingeläut» fue de 19 Gulden 45 Kreuzer, que era bastante caro para el más bajo tipo de repique de campanas.

## Obra

### Estilo e influencia

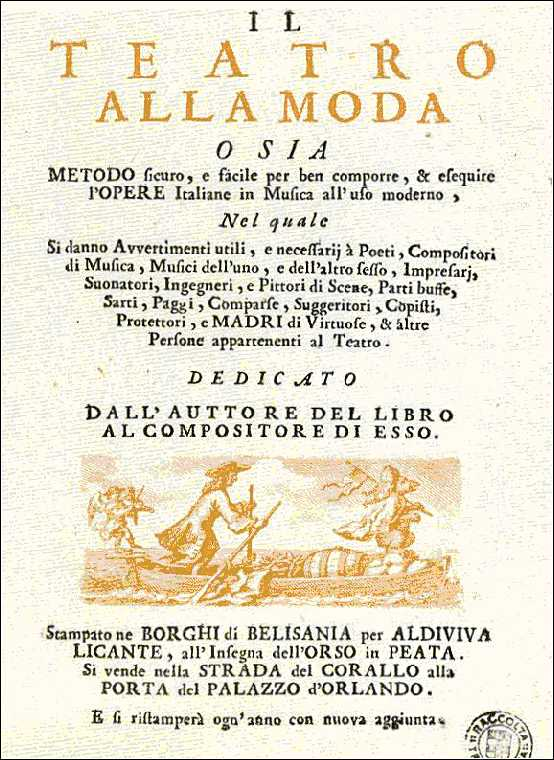
Portada del panfleto Il teatro alla moda, en el que Benedetto Marcello criticaba, sin mencionarlo, el carácter progresista de las óperas de Vivaldi.

La música de Vivaldi fue innovadora. Desarrolló la estructura formal y rítmica del concierto, en los que buscó contrastes armónicos y melodías y temas innovadores. Muchas de sus composiciones son llamativas y llenas de vitalidad. Era conocido por la rapidez con la que componía sus obras, algo de lo que el propio compositor se enorgullecía y se jactaba de que podía componer un concierto más rápido que un copista en reproducirlo. En ocasiones, esa «furia compositiva» (como la definió en 1739 Charles de Brosses) iba en detrimento de la calidad de sus composiciones.
Johann Sebastian Bach, contemporáneo suyo, aunque algo más joven, estudió la obra de Vivaldi en sus años de formación. Sus conciertos y las arias lo influyeron profundamente (como en sus Pasión según San Juan, Pasión según San Mateo y cantatas) y transcribió seis de sus conciertos para teclado solista, tres para órgano y uno para cuatro clavecines, cuerdas y bajo continuo (BWV 1065) basados en el Concierto para cuatro violines, dos violas, violonchelo y bajo continuo (RV 580).
Sus sonatas instrumentales son más conservadoras que sus conciertos y su música religiosa a menudo refleja el estilo operístico de la época y la alternancia de orquesta y solistas que ayudó a introducir en los conciertos. De algunos de sus conciertos para violín y sonatas sólo existen las transcripciones (en su mayor parte para clavecín) de Bach.
Su estilo operístico vanguardista le causó algunos problemas con músicos más conservadores, como Benedetto Marcello, un magistrado y músico aficionado que escribió un panfleto denunciándolo a él y a sus óperas. El panfleto, Il teatro alla moda, ataca a Vivaldi sin mencionarlo directamente. El dibujo de portada muestra un barco (el Sant'Angelo), en cuyo extremo izquierdo se encuentre un pequeño ángel vestido con un sombrero de sacerdote y tocando el violín. La familia Marcello reclamaba la propiedad del Teatro San Angelo y libraron una larga batalla legal con la administración para su restitución, sin éxito. La extraña escritura bajo el dibujo menciona a un lugar y nombres inexistentes: ALDIVIVA, que es un anagrama de A. Vivaldi.

### Composiciones
Su producción musical fue muy abundante, compuso ochocientas sesenta y cinco obras, ya que escribió 46 óperas, 70 sonatas, 195 composiciones vocales, entre las que se cuentan 45 cantatas de cámara y 554 composiciones instrumentales, en su mayoría conciertos, género que cimentó y era el más importante de su época. Los más conocidos son los doce que componen Il cimento dell'armonia e dell'inventione (1725). Los primeros cuatro conciertos incluyen las célebres Las cuatro estaciones. Se ha sido descrito esta obra como un ejemplo sobresaliente de la música programática predecimonónica. Tiene una importancia capital por suponer la ruptura del paradigma del concierto soli, establecido por el mismo Vivaldi. Hasta entonces, el concierto soli era un concierto en el que el instrumento solista llevaba todo el peso de la melodía y la composición, y el resto de la orquesta se limitaba a ejercer el acompañamiento según las reglas de la armonía.
Alrededor de trescientos cincuenta de sus conciertos están escritos para instrumento solista y cuerdas, de los cuales doscientos treinta son para violín, siendo los otros para instrumentos como fagot, violonchelo, oboe, flauta, viola de amor, flauta dulce, laúd o mandolina. Cerca de cuarenta conciertos son para dos instrumentos y cuerdas y una treintena son para tres o más instrumentos y cuerdas.
También compuso cerca de cuarenta y seis óperas y gran cantidad de música coral sacra, como el Magnificat. Su música religiosa incluye composiciones como el oratorio Juditha Triumphans (1716), el Gloria en re (1708). En una carta escrita por Vivaldi a su mecenas el marqués Bentivoglio en 1737, hace referencia a sus «94 óperas». Sólo se han descubierto cincuenta óperas suyas y no existe otra documentación del resto de ellas. Aunque pudiera haber exagerado, en su doble papel como compositor e impresario, es posible que pudiera haberlas escrito o haber sido responsable de la producción de hasta noventa y cuatro óperas durante su carrera, que por aquel entonces casi llegaba a veinticinco años. Ciertamente Vivaldi compuso muchas óperas, pero no llegó a la prominencia de otros grandes compositores como Alessandro Scarlatti, Johann Adolph Hasse, Leonardo Leo y Baldassare Galuppi, como evidencia su falta de habilidad para mantener una producción en escena durante un tiempo prolongado en cualquier teatro de ópera importante. Sus óperas más destacadas en este género fueron La costanza trionfante degl'amori e degl'odii y Farnace, que tuvieron seis reposiciones cada una.
El catálogo musical que agrupa todas sus obras se llama Ryom-Verzeichnis (RV) o catálogo Ryom, elaborado por Peter Ryom, aunque existen otros catálogos de Antonio Fanna, Marc Pincherle y Edizioni G. Ricordi.

## Legado
Durante su vida fue muy popular en varios países como Francia e Inglaterra, pero después durante el Clasicismo y el Romanticismo su obra fue ignorada. En el siglo XX, el violinista Fritz Kreisler en su Concierto para violín en do mayor revivió el interés en Vivaldi. En esta época se redescubrieron muchos manuscritos en colecciones privadas que fueron, en parte, adquiridos por la Biblioteca Universitaria de Turín con ayuda económica de los empresarios Roberto Foa y Filippo Giordano.

### En la cultura popular
Antonio Vivaldi es uno de los compositores más conocidos de la música barroca. Su vida se ha llevado al cine en varias ocasiones. En el 1989 se estrenó Rosso veneziano, un thriller que trata sobre una serie de crímenes ocurridos en la Venecia del siglo XVIII que Vivaldi, junto a sus amigos Carlo Goldoni y Giovanni Battista Tiepolo, intenta resolver. En 2006 se estrenó la película biográfica franco-italiana Antonio Vivaldi, un prince à Venise, dirigida por Jean-Louis Guillermou y protagonizada por Stefano Dionisi. En 2009 se estrenó la película biográfica anglo-italiana Vivaldi, the Red Priest, dirigida por Liana Marabini y protagonizada por Steven Cree. Existen otros proyectos, como Vivaldi de Boris Damast y protagonizado por Joseph Fiennes o la película homónima de Patricia Riggen, protagonizada por Ben Kingsley, Jessica Biel y Luke Evans. Además, se ha utilizado su música en más de trescientas sesenta películas y programas de televisión.
En 2005 la cadena australiana ABC Radio National encargó un radioteatro sobre la vida del compositor, escrito por Sean Riley y titulado The Angel and the Red Priest. La obra fue posteriormente adaptada para el teatro e interpretada en el Adelaide Festival of the Arts. Janice Jordan Shefelman escribió un libro para niños detallando la vida del compositor que se titula Vivaldi.
El asteroide (4330) Vivaldi, descubierto por Freimut Börngen el 19 de octubre de 1982, y el glaciar Vivaldi, al norte de la isla Alejandro I en la Antártida, reciben su nombre en su honor.